# 1994년 런던 영화 비평가 협회상
제15회 런던 영화 비평가 협회상의 시상식에 관한 내용이다.

## 수상 및 후보

### 작품상
- 쉰들러 리스트

### 외국어영화상
- 패왕별희

### 감독상
- 쉰들러 리스트 - 스티븐 스필버그 수상

### 작가상
- 펄프 픽션 - 쿠엔틴 타란티노 수상

### 여우주연상
- 라스트 시덕션 - 린다 피오렌티노 수상

### 남우주연상
- 펄프 픽션 - 존 트라볼타 수상

### 영국감독상
- 네번의 결혼식과 한번의 장례식 - 마이크 뉴웰 수상

### 영국여우주연상
- Ladybird Ladybird - CRISSY ROCK 수상

### 영국남우주연상
- 쉰들러 리스트 - 랄프 파인즈 수상

### 영국작가상
- 네번의 결혼식과 한번의 장례식 - 리차드 커티스 수상

### 영국제작자상
- 네번의 결혼식과 한번의 장례식 - 던컨 켄워시 수상

### 영국기술공헌상
- 허드서커 대리인 - 로저 디킨스 수상

### 영국신인상
- 백비트 - 이안 소프틀리 수상

### 신인상
- 마스크 - 짐 캐리 수상

### 특별상
- 휴 그랜트 수상
- BARRY NORMAN 수상

### 애튼보로우 상
- 네번의 결혼식과 한번의 장례식

### 딜리스 파웰상
- 리차드 아텐보로 수상